# Korvlinjen

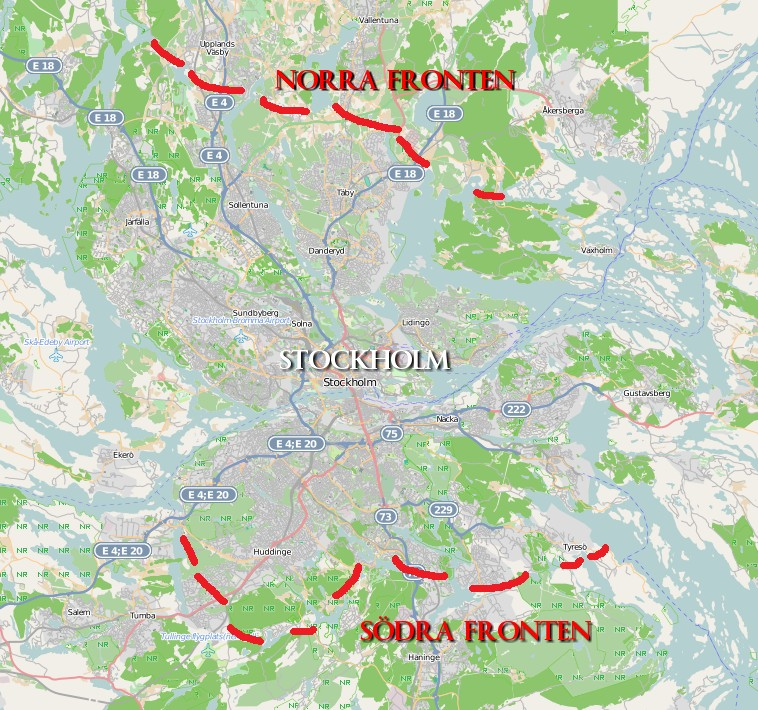
Korvlinjens sträckning med Norra och Södra Fronten inlagd på en nutida karta.

Korvlinjen kallas i folkmun den före detta yttre befästningslinjen för Stockholms fasta försvar. Befästningsverket uppfördes strax före och under första världskriget avsett att förhindra ett landangrepp på Stockholm från norr respektive söder. I norr anlades Norra Fronten och i söder Södra Fronten, båda låg cirka 15–20 kilometer fågelvägen från Stockholms centrum. Hela bygget finansierades av privatpersoner som samlades i "Föreningen för Stockholms fasta försvar" och "Palmqvistska fonden till Stockholms befästande". Linjen kallas officiellt "yttre H-linjen" vilket står för yttre huvudförsvarslinjen. Det fanns även en inre huvudförsvarslinje. Namnet "korv" härrör från den halvrunda takkonstruktionen gjuten i betong som slingrade sig liksom en korv genom landskapet. Linjen kunde bemannas som mest med cirka 40 000 soldater, huvudsakligen från landstormen.
Numera är de flesta byggnaderna längs korvlinjen rivna, söndervittrade eller så håller de på att tas över av naturen, men en del fort och värn är fortfarande efter över 100 år i förvånansvärt gott skick. Riksantikvarieämbetet anser att Korvlinjen inte är av riksintresse. Ansvaret för ett eventuellt bevarande ligger därmed hos Länsstyrelsen i Stockholms län. Länsstyrelsen har våren 2023 fattat beslut om att fornlämningsförklara en del av denna försvarsanläggning som utgjorde en strategiskt viktig del av Stockholms landbaserade försvar.

## Bakgrund
Kring sekelskiftet 1900 kom ett nytt försvarspolitiskt tänkande då centralförsvaret avlöstes av ett gräns- och kustförsvar. Gällande Stockholms periferiförsvar utnyttjades de sjösystem som omger staden och säkrade passagerna mellan dem med ett 30-tal befästningar av varierande storlek. Försvarslinjen kallades i folkmun för korvlinjen på grund av sitt utseende. Bygget finansierades av privatpersoner som samlades i "Föreningen för Stockholms fasta försvar" och "Palmqvistska fonden till Stockholms befästande". Tillsammans med välbärgade medborgare samlade de in pengar för att köpa mark och låta bygga försvarsanläggningar, så kallade "halfpermanenta befästningar, afsedda att försvaras af landstormstrupper till skydd mot öfverrumpling af hufvudstaden". Själva byggarbetena utfördes av militära ingenjörsförband, som stod under civil ledning. Sedan skänktes anläggningarna till militären.
Korvlinjen skulle bemannas huvudsakligen av infanterister från landstormen, det vill säga värnpliktiga äldre än 32 år, beväpnade med vanliga gevär, som mest med cirka 40 000 soldater. Det var innan pansarfordon eller flyganfall var påtänkta och när kulsprutor fortfarande var ovanliga. Försvarslinjen ingick i försvarsorganisationen fram till 1952.

## Norra Fronten
Befästningsanordningarna på land norr om Stockholm sträckte sig från Östra Ryd i Österåkers kommun i öst till Ed i Upplands Väsby kommun i väst och hade en sträckning av närmare 25 km. Anläggningen bestod av ett så gott som linjärt fort- och löpgravssystem. Hela linjen var uppdelad i Danderydslinjen och Sollentunalinjen. Norra Fronten var i stort sett färdigbyggd 1916. Under andra världskriget utfördes en del moderniseringar.

## Bilder av Norra Fronten i urval

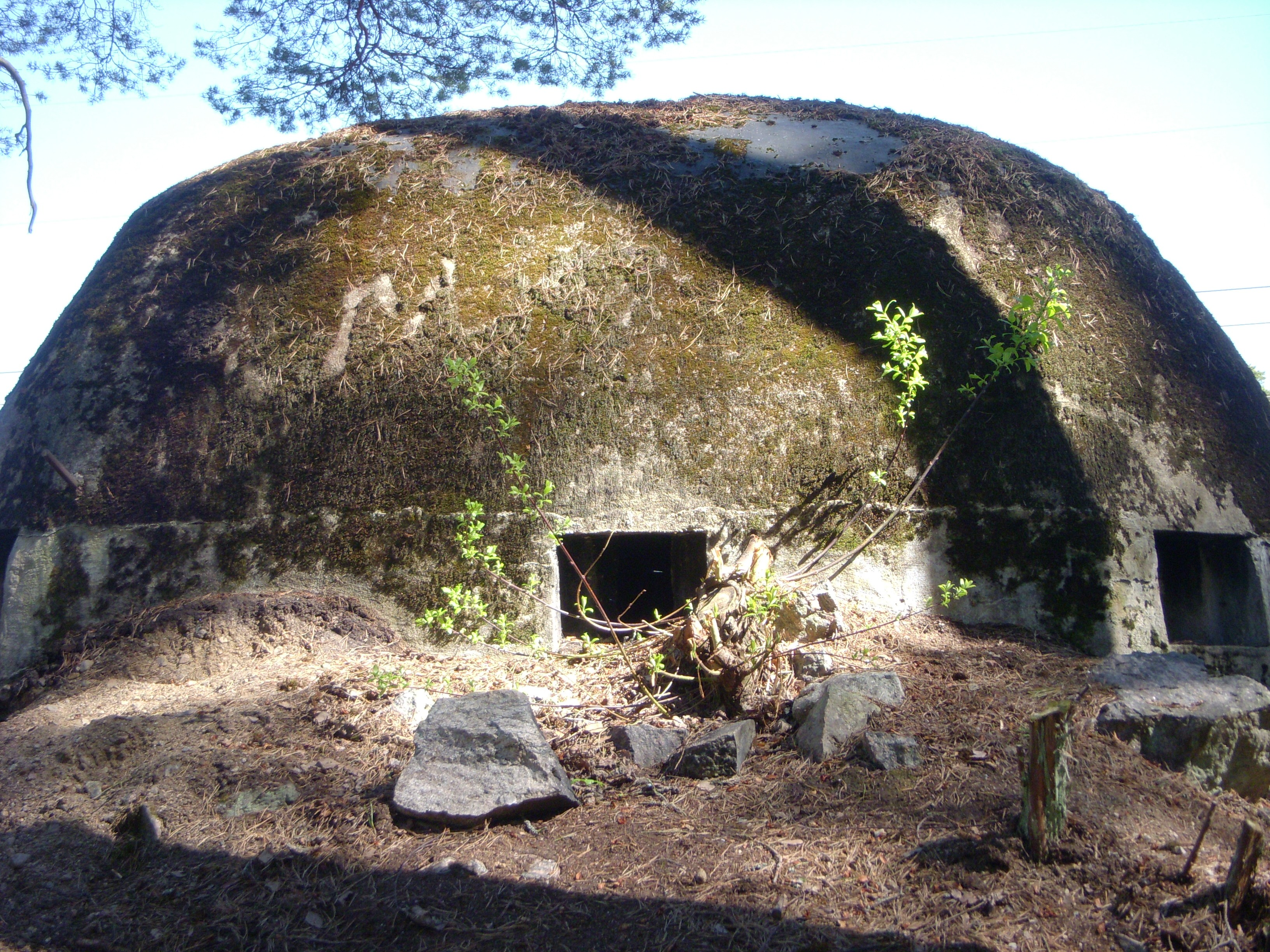
Margretelundsfortet
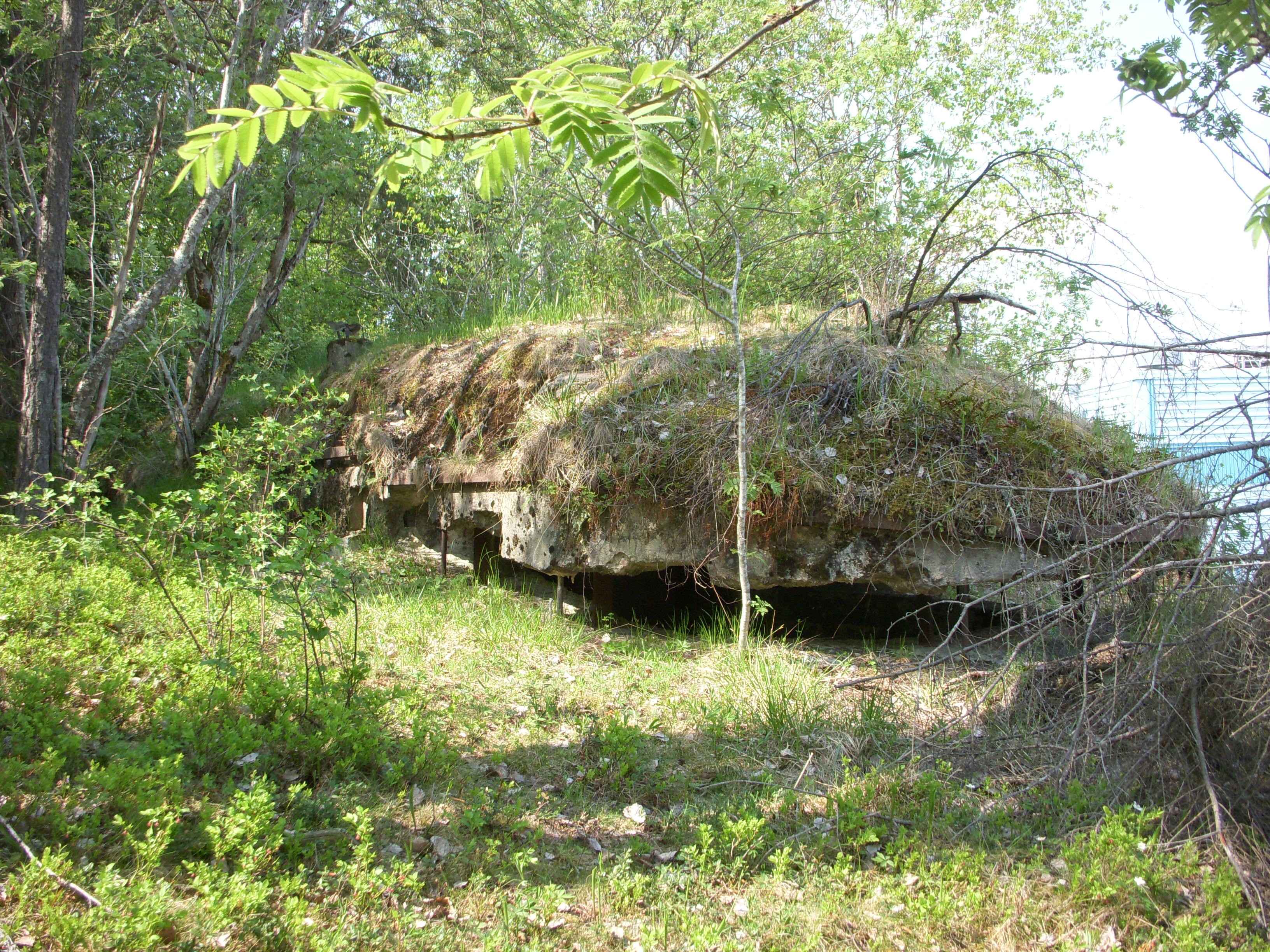
Östra Arningefortet
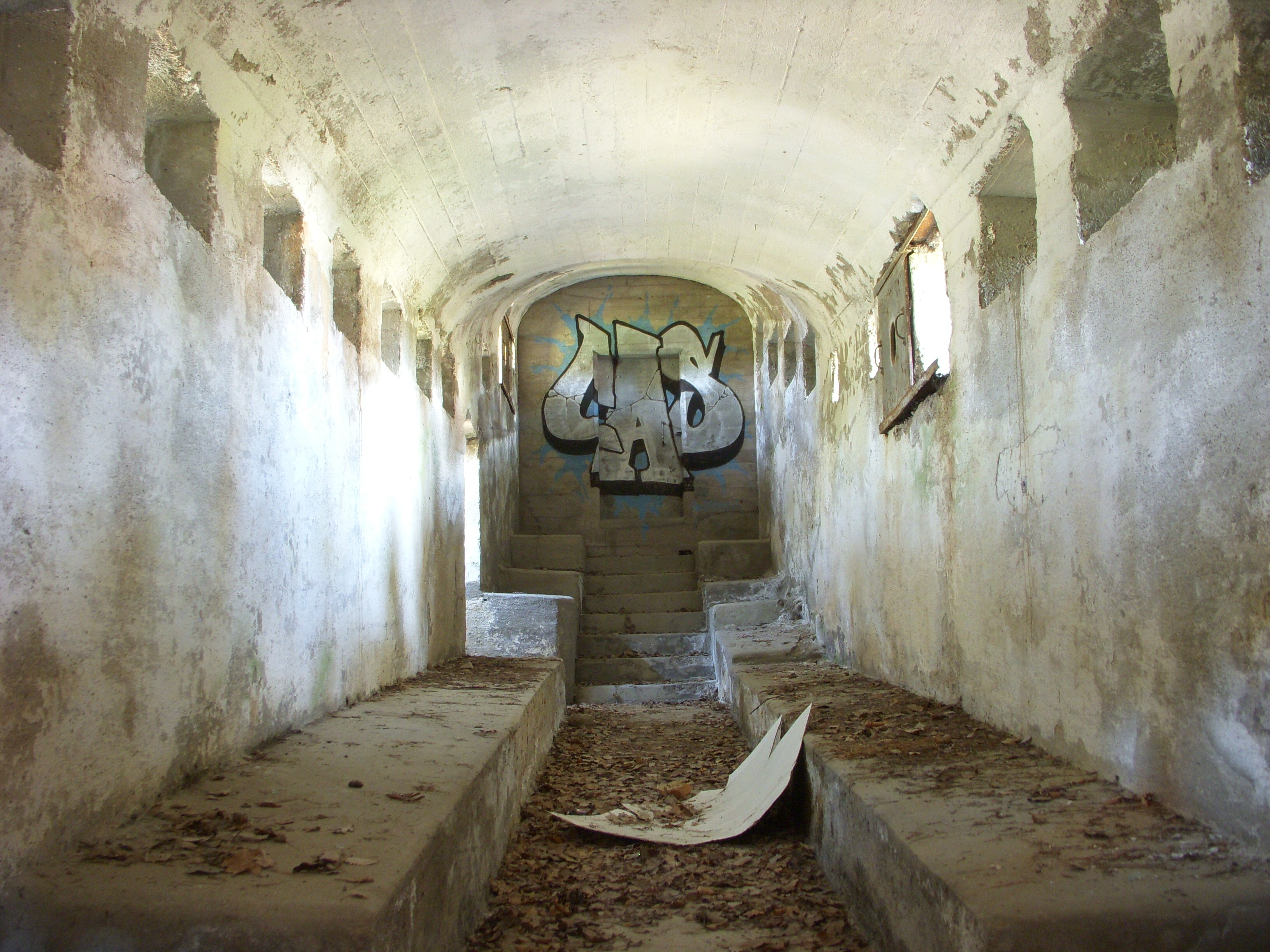
Västra Arningefortet
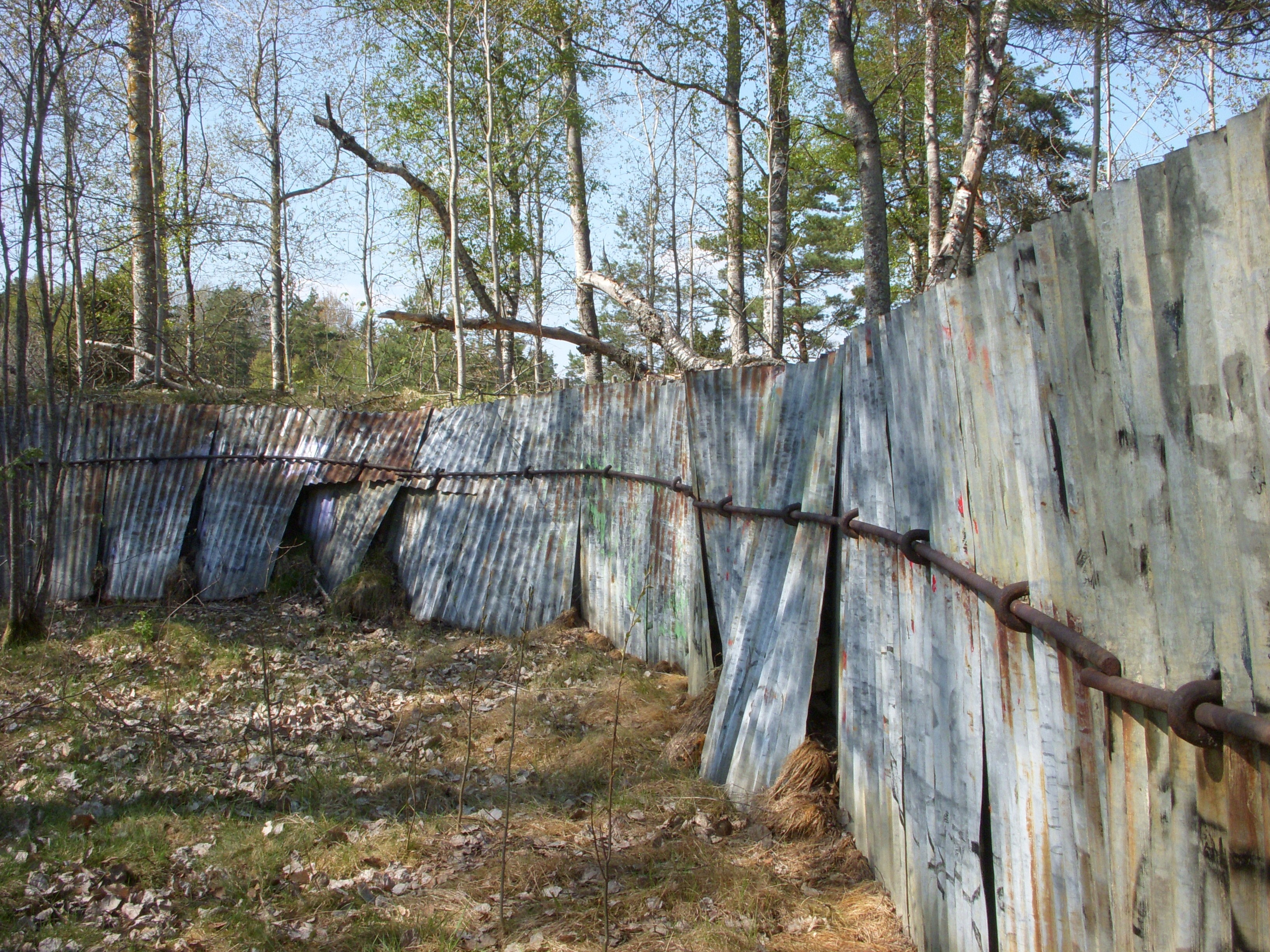
Karby batteri

## Södra Fronten
Den södra befästningslinjen var uppdelad i Huddingelinjen och Tyresölinjen och började i väst vid Flottsbro och Tullinge, fortsatte över Kvarnsjön, Gladö, sjöarna Orlången och Magelungen mot Skogås och Drevviken och vidare längs Långsjön, Tyresö-Flaten och Albysjön fram till Erstaviken. På de åtta landpassagerna eller ”passen” mellan dessa sjöar anordnades en lång rad fort och värn. Hela sträckan utgjorde knappt 30 kilometer luftlinje. Efter 1921-1922 gjordes inga utbyggnader av försvarslinjen men under andra världskriget moderniserades anläggningen.

## Bilder av Södra Fronten i urval

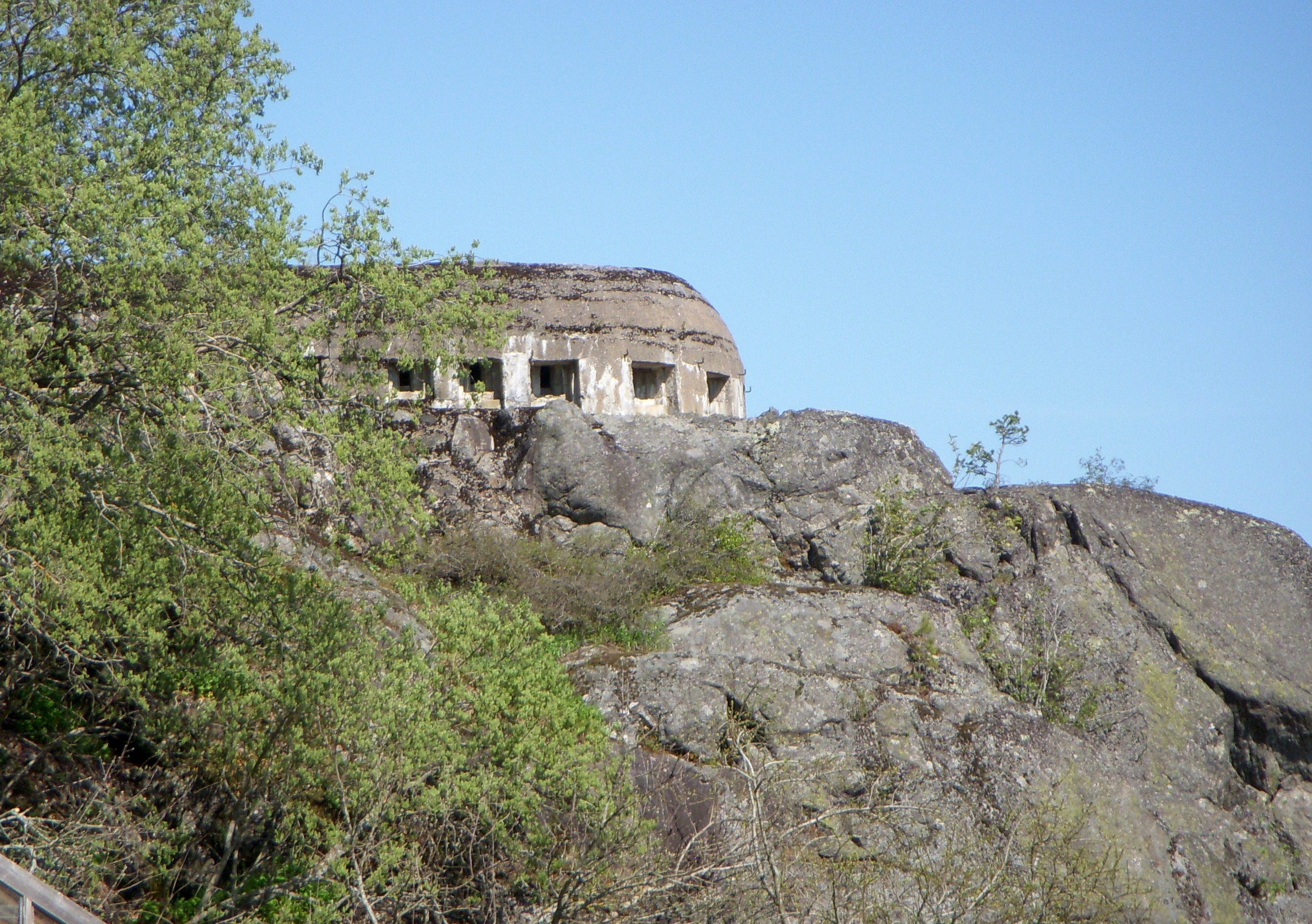
Sundbyfortet "Örnnästet"
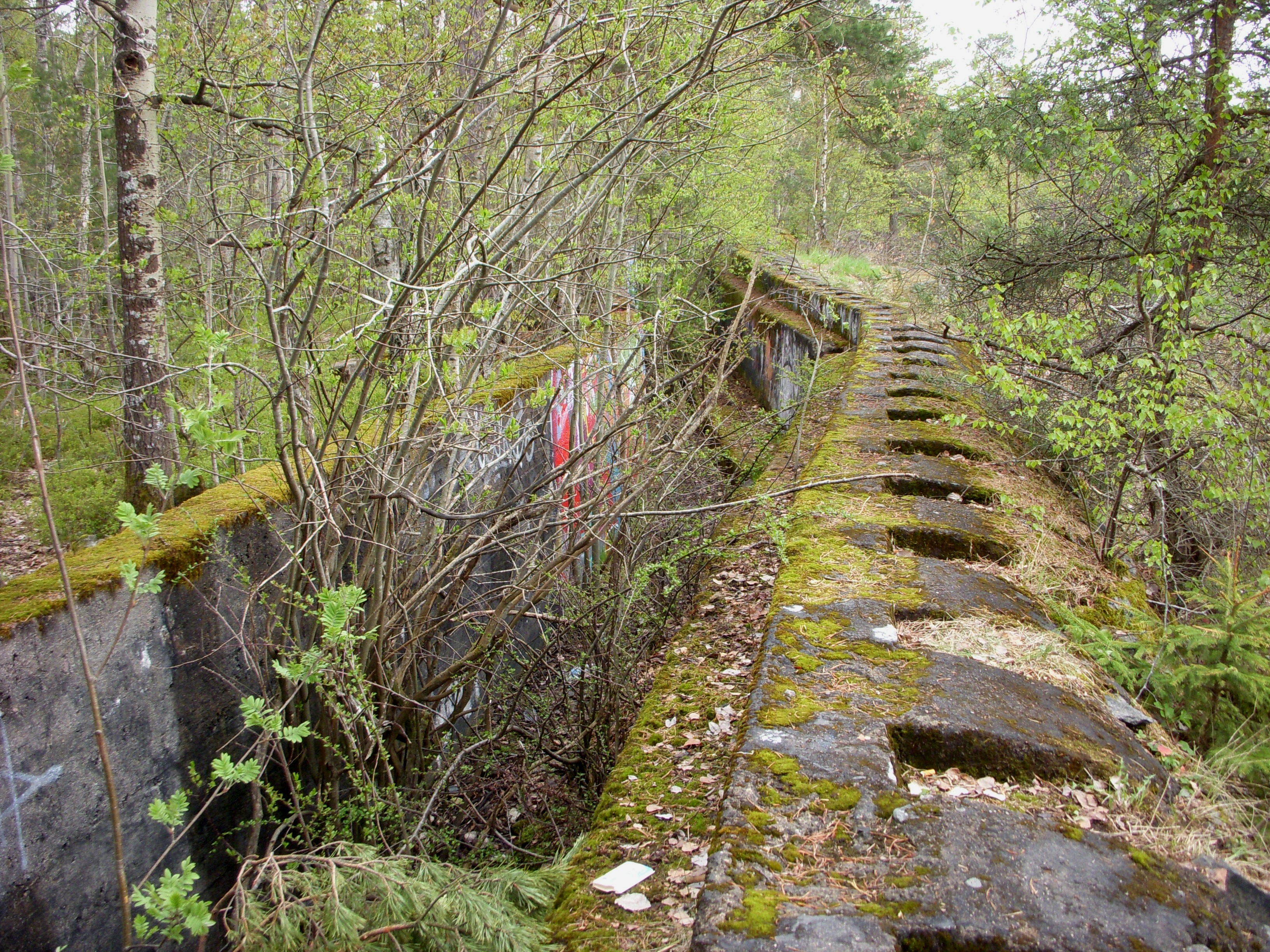
Skyttevärn vid Lännafortet
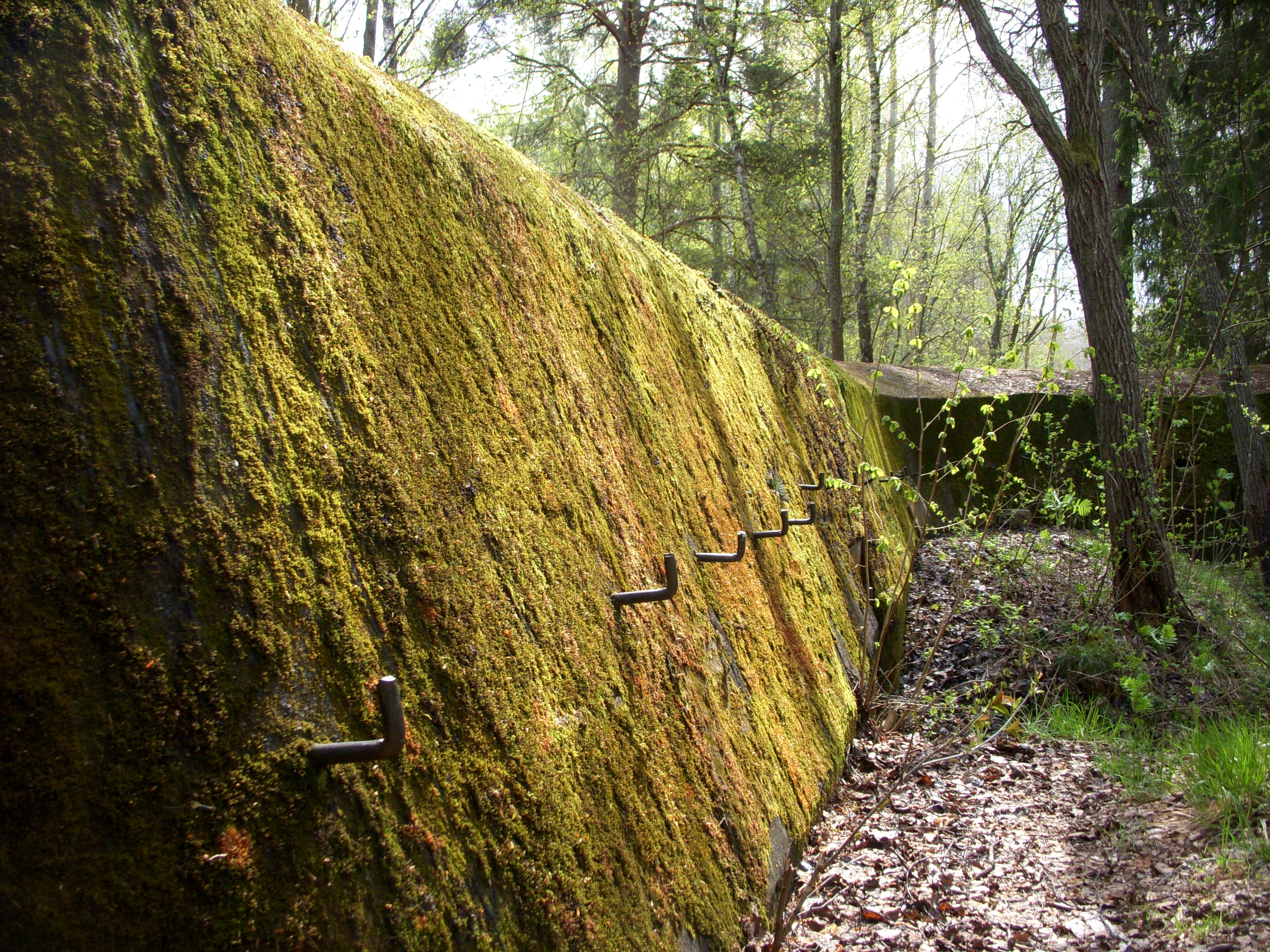
Sjötorpsfortet
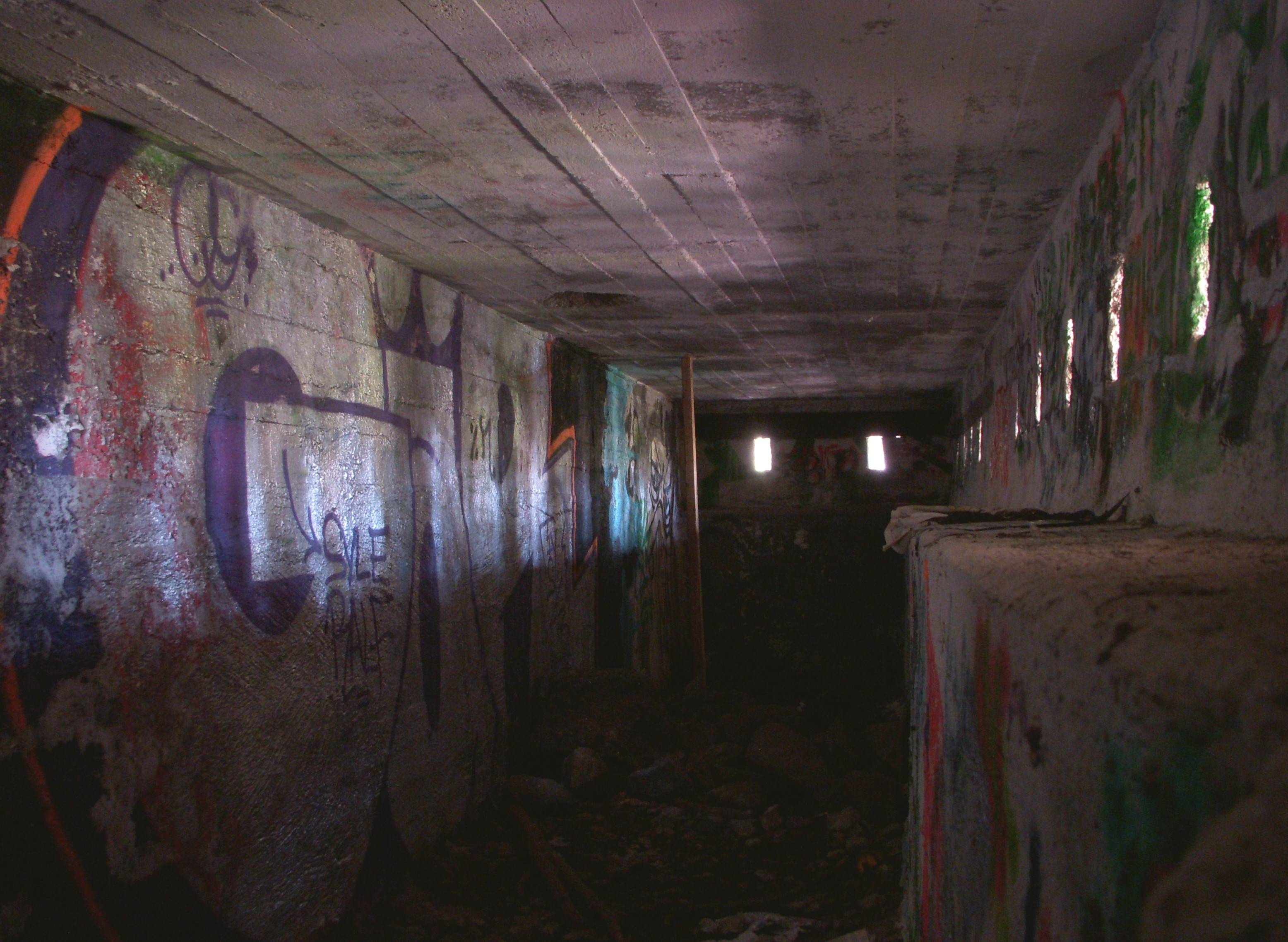
Måndalsfortet

## Konstruktion
Som redan inledningsvis nämndes fick linjen sitt namn efter den typiska "infanterikorven", officiell beteckning "täckt infanteri- och kulsprutevärn av betong". Dessa värn byggdes huvudsakligen efter samma princip. Huvuddelen låg nedgrävd, medan taket och embrassyrerna (skottgluggarna) reste sig lågt ovanför marken. Ett av de vanliga utföranden innebar att en mittgång med cirka 2,30 meter takhöjd och 2,00 meter bredd anordnades. Längs med väggarna fanns en cirka 35 cm bred och 40 cm hög hylla av betong på vilken skytten stod. Skottgluggarna hade olika storlek beroende på om de skulle användas för gevär eller kulspruta. De större gluggarna kunde stängas från insidan med skjutluckor av järnplåt. Ingångsdörrarna tillverkades av 12 mm järnplåt. Taket utgjordes av ett 1,45–1,50 meter brett och 1,00 meter högt välvt lock i armerad betong. På utsidan ovanför skottgluggarna löpte en järnprofil, troligen avsedd för uppsättning kamouflagenät. Taket kunde även gömmas under ett skikt av jord och växter. I skarpt läge var det svårt att skilja en infanterikorv från mjukt rundade bergsformationer i den svenska naturen. Infanterikorvens planform anpassades efter terrängen och försvarsstrategiska förutsättningar. En vanligt förekommande form liknar ett T, V eller U, men även fort med zink-zack-form eller långsträckt slingrande anläggningar förekommer.
Även skyttevärnen, som ofta låg mellan forten, var i regel utförda i betong. Det fanns två hyllor eller socklar; en att stå på och en att stödja armarna på. Karby batteris pjäsplatser hade en ovanlig konstruktion, här användes korrugerad plåt som inre stöd för jordvallen.

### Konstruktionsdetaljer

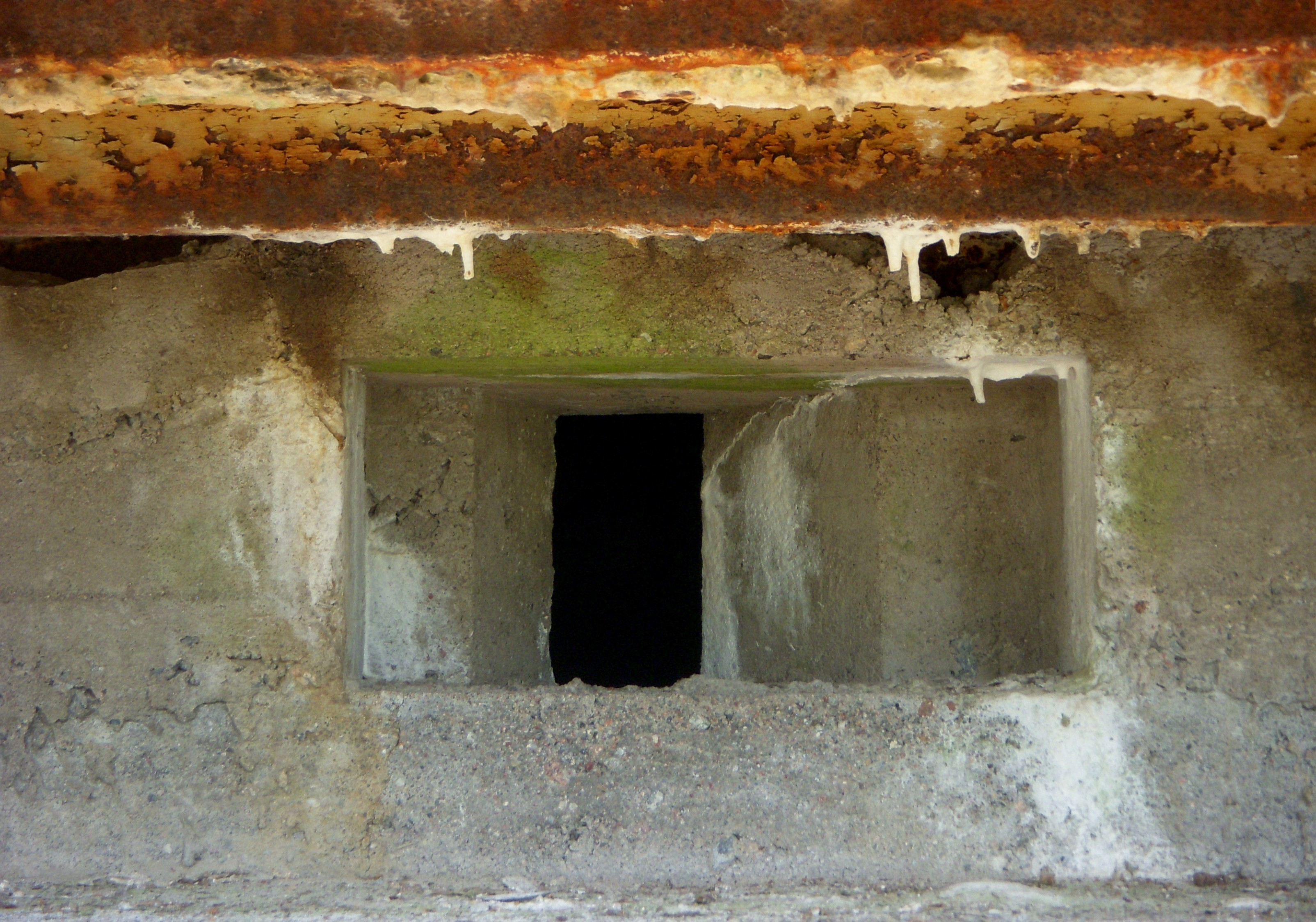
Embrassyr för gevär.
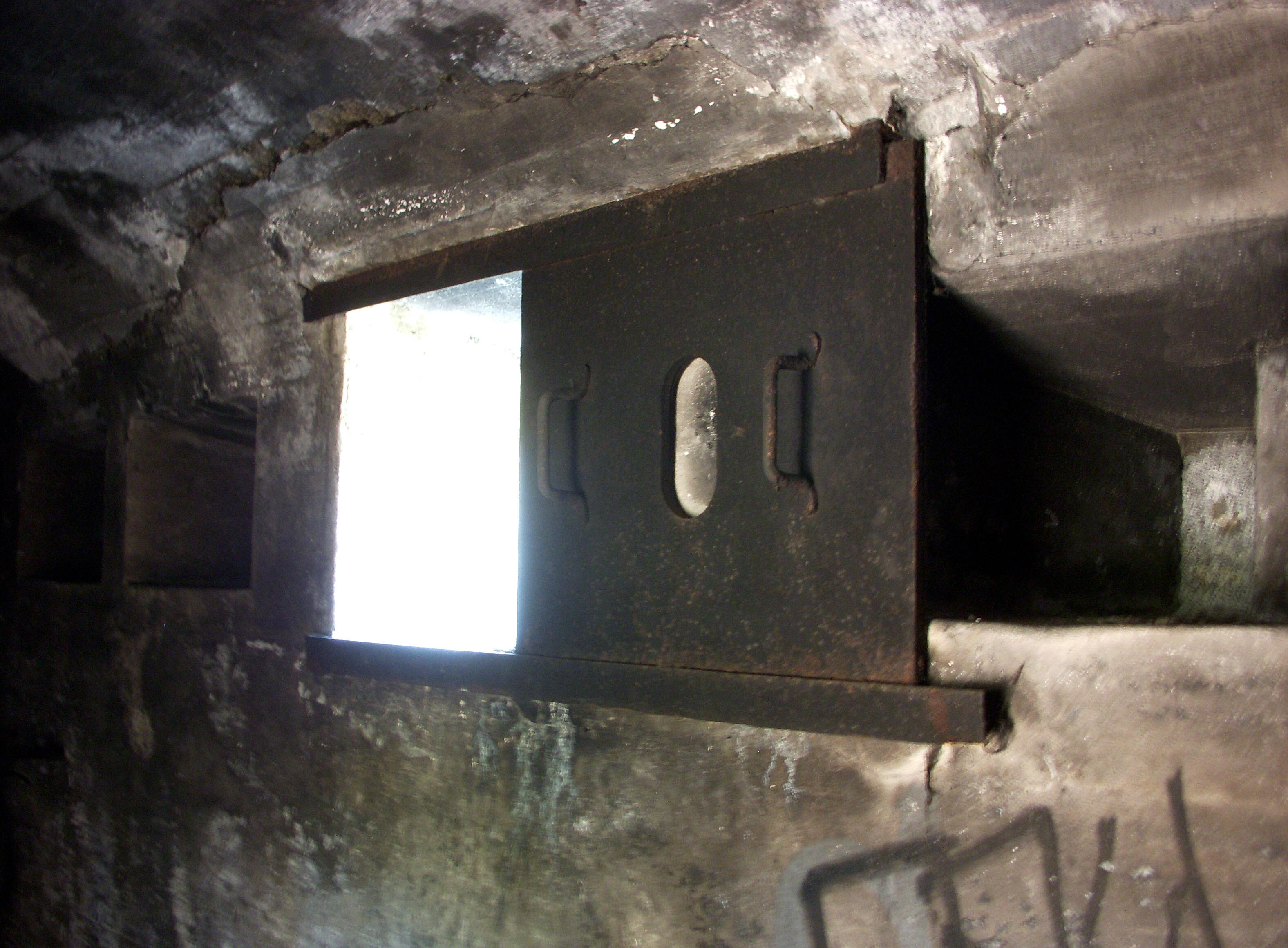
Stängbar embrassyr för kulspruta.
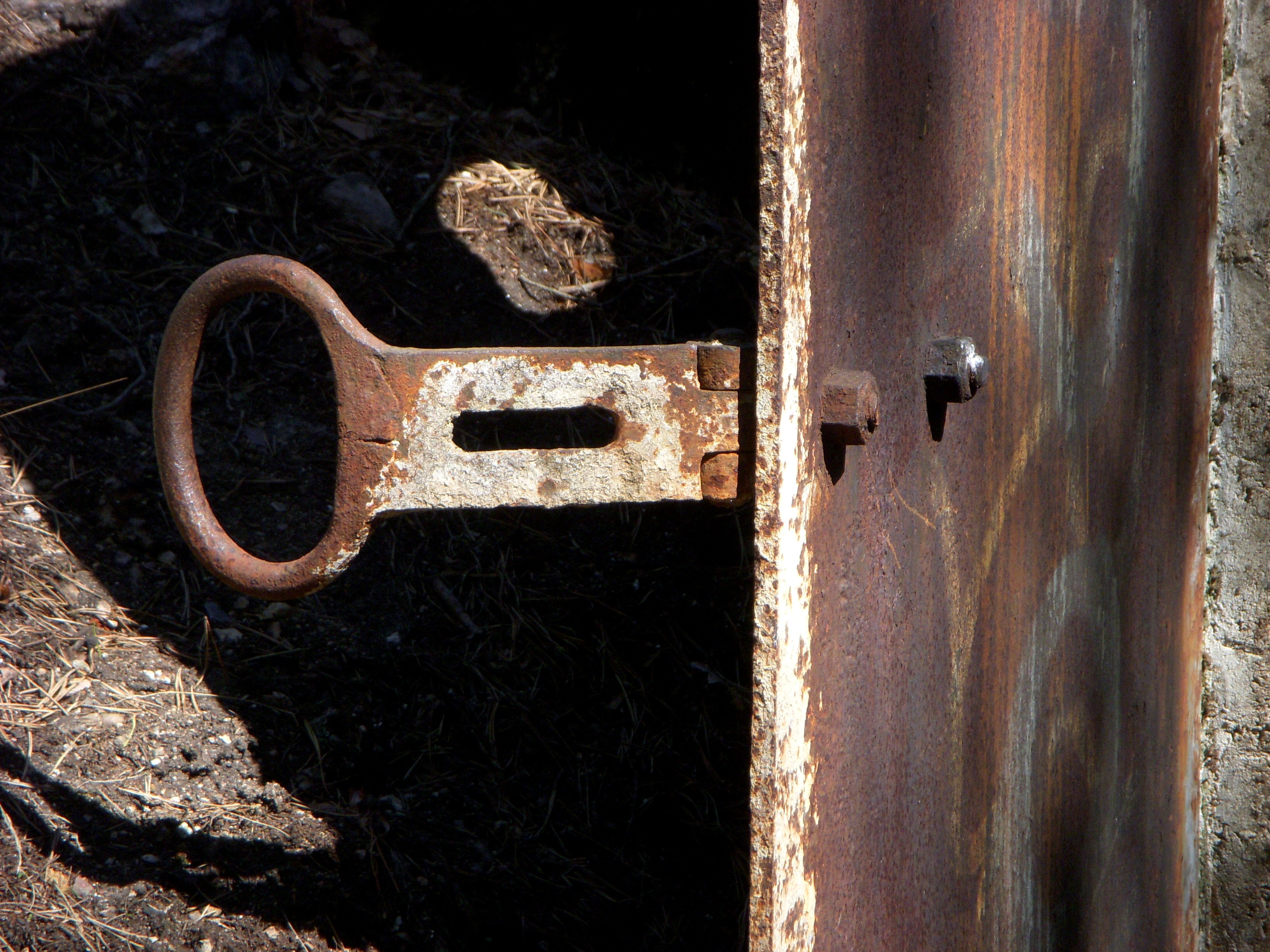
Dörr och hasp av järnplåt.
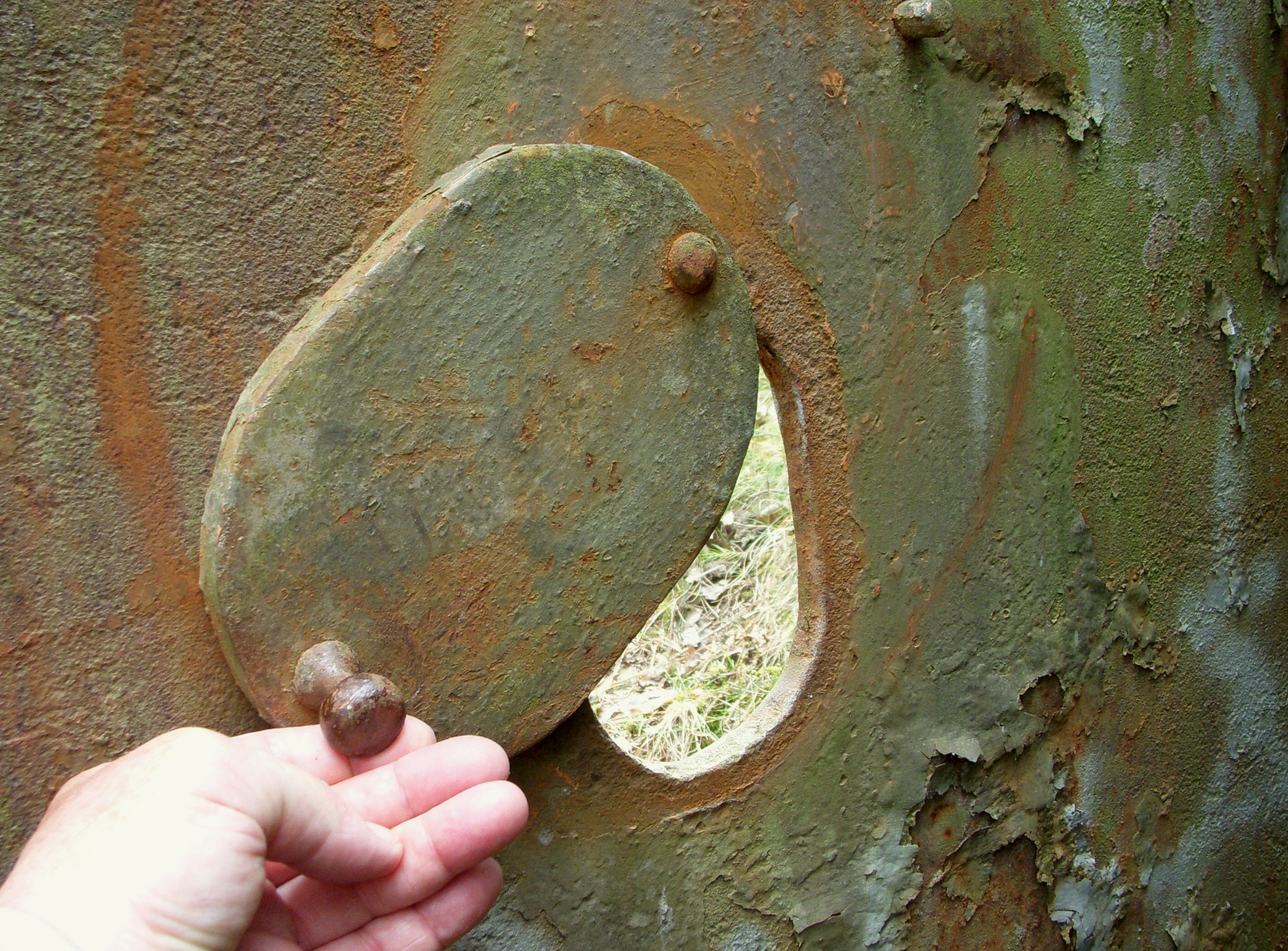
Stängbar dörrglugg.